# Minna Höcker-Behrens
Minna Höcker-Behrens, auch Höcker-Berens geschrieben, (* 29. März 1868 in Köln, Deutschland; † 2. Mai 1938 in Berlin) war eine deutsche Schauspielerin bei Bühne und Film.

## Leben und Wirken
Minna Berens begann ihre Karriere 20-jährig im Rollenfach der Naiven am Theater von Stettin. Bald wechselte sie in das Fach der Liebhaberinnen und Heldinnen und feierte Erfolge vor allem mit Shakespeare-Rollen (als Viola in Was ihr wollt, Portia in Der Kaufmann von Venedig und Hermione in Das Wintermärchen). Ein weiterer Glanzpart war der der Magda in Hermann Sudermanns Heimat. Die Kritik bescheinigte ihr frühzeitig „viel Temperament und gesunden Humor“. Nach Stettin folgten zahlreiche Verpflichtungen, die sie nach Freiburg im Breisgau, Karlsruhe – hier, wo sie seit 1891 dem Ensemble des Hoftheaters angehörte, brachte sie im Jahr darauf ihren als Erwachsener gleichfalls zum Theater strebenden Sohn Oskar Höcker aus der Ehe mit dem badischen Hofschauspieler Hugo Höcker zur Welt –, Leipzig, München und Berlin führten. Gastspielreisen brachten die Künstlerin schon vor dem Ersten Weltkrieg bis in die Vereinigten Staaten (so 1907/1908 nach Milwaukee).
Im Ersten Weltkrieg folgte sie einem Ruf an das Hoftheater von Meiningen. In der kleinen Residenzstadt blieb sie bis 1925. In München ließ sich Minna Höcker-Behrens für längere Zeit nieder und war ab der zweiten Hälfte der 1920er bis weit in die 1930er Jahre hinein als Ensemblemitglied von Otto Falckenbergs Kammerspielen im Schauspielhaus zu sehen. In Berlin, ihrer letzten Bühnenstation, reüssierte Minna Höcker-Behrens vor allem in komischen Rollen. Im hohen Alter kehrte die betagte Künstlerin, die schon im frühen Stummfilm erstmals vor die Kamera (Titelrolle als Medea) getreten war, auch zum (mittlerweile vertonten) Film zurück, blieb aber auch weiterhin dem Theater verbunden. Ihre letzte Bühnenrolle war die der Frau Juhl in dem Lustspiel Das Wespennest, das seine Aufführung an Berlins Theater am Kurfürstendamm fand.

## Filmografie
- 1911: Medea
- 1932: Wenn dem Esel zu wohl ist
- 1932: Eine Frau wie du
- 1934: Peer Gynt
- 1934: Um das Menschenrecht
- 1937: Die Bombenidee (Kurzfilm)